# Eta Corvi
Eta Corvi (Eta Crv, η Corvi, η Crv) è una stella bianco-gialla di classe F situata nella costellazione del Corvo, di magnitudine apparente +4,31. Si trova a 59 anni luce dal sistema solare. La stella è circondata da due dischi circumstellari; uno caldo più interno a circa 3,5 UA di distanza dalla stella, l'altro più esterno e freddo ad una distanza di 150 UA.

## Caratteristiche fisiche

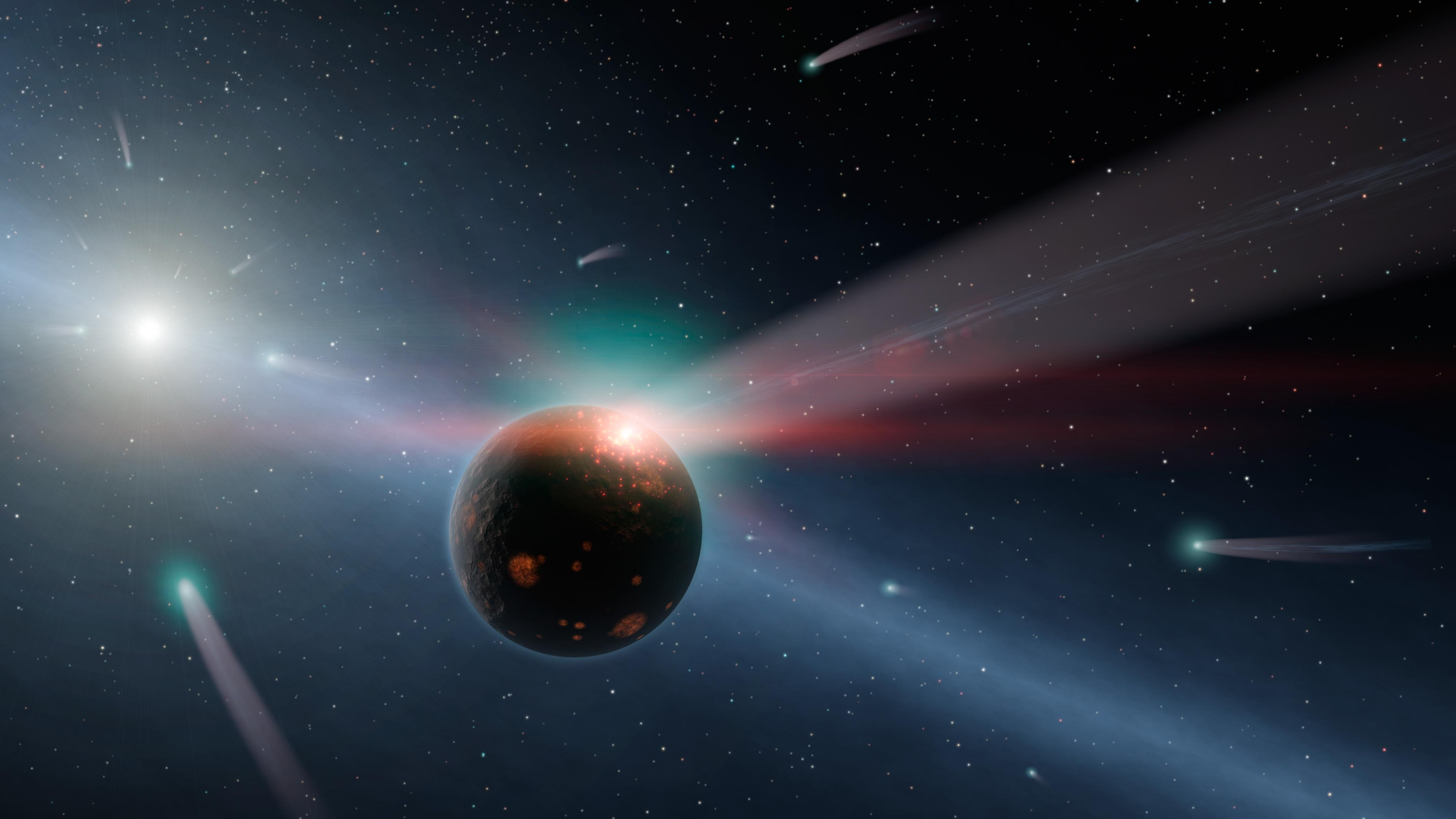
In un'immagine artistica, l'intenso bombardamento di comete che potrebbe subire un corpo nello spazio circostante Eta Corvi.

Nonostante inizialmente fosse stata catalogata come gigante o subgigante, è stato confermato che Eta Corvi è una stella di classe F di sequenza principale, un poco più massiccia del Sole (1,4 volte) e 5 volte più luminosa
Osservazioni con il satellite IRAS hanno mostrato un eccesso di emissione infrarossa; osservazioni nella banda tra il vicino infrarosso e le microonde hanno permesso di stabilire la presenza di un disco circumstellare ad una distanza di circa 150 U.A. che si estende fino a 180 UA dalla stella. La massa del disco di polveri è del 60% di quella della Luna ed ha una temperatura stimata in 80 K.
Recenti osservazioni mostrano che la zona interna al disco di polveri è piuttosto sgombra di materiale, il che suggerisce che questo sia dovuto alla presenza di un sistema planetario.
Osservazioni del 2010 e 2011 paiono confermare l'esistenza anche di un altro disco di polveri, più interno, con una temperatura di 360 K e che mostra evidenza di elementi come acqua e carbonio e che dista dalla stella non più di 3,5 UA, nella zona abitabile di una stella con la luminosità di Eta Corvi.
È stato stimato che, per l'effetto Poynting-Robertson, il disco di polveri esterno in 20 milioni d'anni si dissolverebbe, e visto che la stella pare avere oltre un miliardo di anni, si pensa che il disco esterno sia continuamente rifornito di materiale tramite numerose collisioni di planetesimi in orbita a circa 150 UA dalla stella.
L'origine del disco interno non è chiara, potrebbe aver avuto origine da planetesimi che si sono spostati recentemente più all'interno del sistema, un po' come avvenuto nel sistema solare con l'intenso bombardamento tardivo che ebbe luogo circa 4 miliardi di anni fa.